# Very Proud of Ya
Very Proud of Ya es el segundo álbum de estudio del grupo estadounidense de rock AFI. Es el último álbum de Geoff Kresge como miembro del grupo, asimismo, fue él quien creó el diseño de la portada. Michael Rosen se encargó de producir el material y Nitro Records lo publicó el 18 de junio de 1996. 

## Lista de canciones
| N.º   | Título                          | Duración |  |
| 1.    | «He Who Laughs Last...»         | 1:50     |  |
| 2.    | «File 13»                       | 1:48     |  |
| 3.    | «Wake-Up Call»                  | 1:42     |  |
| 4.    | «Cult Status»                   | 1:57     |  |
| 5.    | «Perfect Fit»                   | 1:58     |  |
| 6.    | «Advances in Modern Technology» | 1:40     |  |
| 7.    | «Theory of Revolution»          | 1:32     |  |
| 8.    | «This Secret Ninja»             | 2:20     |  |
| 9.    | «Soap-Box Derby»                | 2:25     |  |
| 10.   | «Aspirin Free»                  | 2:45     |  |
| 11.   | «Fishbowl»                      | 1:51     |  |
| 12.   | «Charles Atlas»                 | 2:22     |  |
| 13.   | «Crop Tub»                      | 1:50     |  |
| 14.   | «Consult My Lover»              | 1:35     |  |
| 15.   | «Take the Test»                 | 1:46     |  |
| 16.   | «Two of a Kind»                 | 1:35     |  |
| 17.   | «Shatty Fatmas»                 | 1:46     |  |
| 18.   | «Yürf Rendenmein»               | 2:12     |  |
| 19.   | «Cruise Control»                | 1:11     |  |
| 20.   | «Modern Epic»                   | 1:47     |  |
| 39:43 |                                 |          |  |

| Edición de vinilo |                                   |          |  |
| N.º               | Título                            | Duración |  |
| 21.               | «Who Said You Could Touch Me?»    | 1:24     |  |
| 22.               | «Rolling Balls»                   | 2:22     |  |
| 23.               | «Love Is a Many-Splendored Thing» | 1:33     |  |
| 39:43             |                                   |          |  |

- En la versión en CD hay una pista oculta instrumental llamada «No Dave Party» que puede ser escuchada al rebobinar «He Who Laugh Last» hasta antes del minuto 00:00.

## Personal
- AFI: producción.
- Adam Carson:  batería.
- Davey Havok: voz y composición.
- Geoff Kresge: bajo, diseño de portada, voz y composición.
- B.J. Papas: fotografía.
- Jade Puget: coros.
- Michael Rosen: productor e ingeniero de sonido.
- Eddy Schreyer: masterización.
- Markus Stopholese: guitarra, coros y producción.
- Winni Wintermeyer: diseño.